# Rosa 'First Love'
'First Love' (el nombre del obtentor registrado de 'First Love'® ), es un cultivar de rosa que fue conseguido en California en 1951 por el rosalista estadounidense Herb Swim.

## Descripción
'First Love' es una rosa moderna cultivar del grupo Híbrido de té.
El cultivar procede del cruce de 'Charlotte Armstrong' x 'Show Girl'.
Las formas arbustivas del cultivar tienen porte medio erguido y alcanza 90 cm de alto. Las hojas son de color verde claro, semibrillante. Follaje coriáceo.
Capullos ovoides alargados. Sus delicadas flores de color rosa claro. Fragancia moderada. Rosa de diámetro medio de 3". La flor con forma amplia, doble con 17 a 25 pétalos, en grandes conglomerados, la flor centrada en lo alto, forma flor con volantes. 
Florece en oleadas a lo largo de la temporada. Primavera o verano son las épocas de máxima floración, si se le hacen podas más tarde tiene después floraciones dispersas.

## Origen
El cultivar fue desarrollado en California por el prolífico rosalista estadounidense Herb Swim en 1951. 'First Love' es una rosa híbrida diploide con ascendentes parentales de 'Charlotte Armstrong' x 'Show Girl'.
El obtentor fue registrado bajo el nombre cultivar de 'First Love'® por Herb Swim en 1951 y se le dio el nombre comercial de exhibición 'First Love'™.
También se la reconoce por el sinónimo de 'Premier Amour'.
- La rosa fue creada por Herb Swim en California antes de 1951 e introducida por Armstrong Nurseries en el resto de los Estados Unidos en 1951 como 'First Love'.[1]
- La rosa 'First Love' fue introducida en Estados Unidos con la patente "United States - Patent No: PP 921".[1]

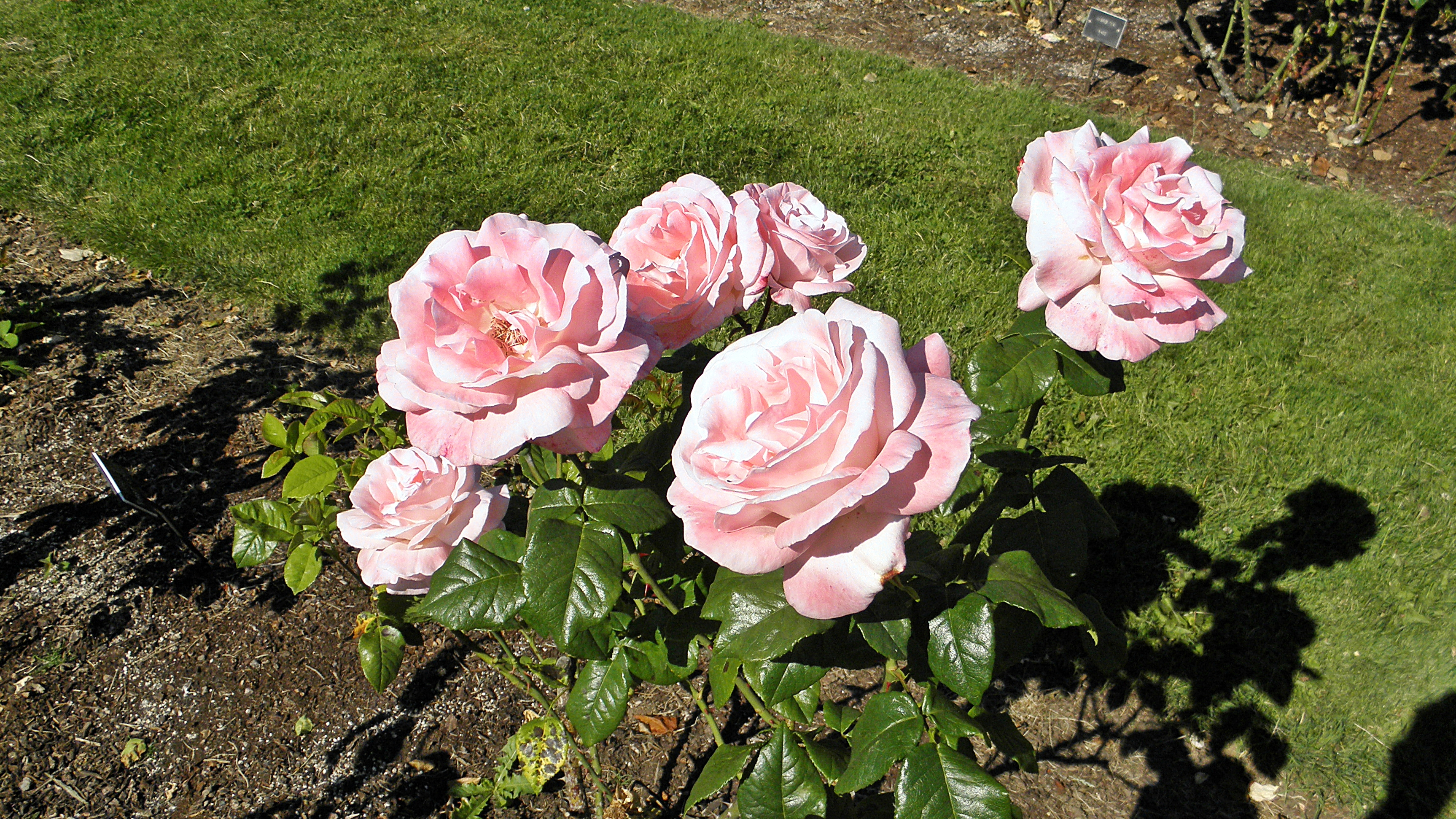
'First Love'. En el Bush Pasture Park Rose Garden, Salem, Oregón.

## Cultivo
Aunque las plantas están generalmente libres de enfermedades, es posible que sufran de punto negro en climas más húmedos o en situaciones donde la circulación de aire es limitada.
Las plantas toleran media sombra, a pesar de que se desarrollan mejor a pleno sol. En América del Norte son capaces de ser cultivadas en USDA Hardiness Zones 6b a más cálido. La resistencia y la popularidad de la variedad han visto generalizado su uso en cultivos en todo el mundo.
Puede ser utilizado para las flores cortadas, borduras, contenedores o jardín. Vigorosa. En la poda de Primavera es conveniente retirar las cañas viejas y madera muerta o enferma y recortar cañas que se cruzan. En climas más cálidos, recortar las cañas que quedan en alrededor de un tercio. En las zonas más frías, probablemente hay que podar un poco más que eso. Requiere protección contra la congelación de las heladas invernales.

## Obtentoresyvariedadesderivadas
Debido a las características deseables de la rosa 'First Love', se ha utilizado como ascendente parental en cruces con otras variedades para conseguir híbridos obtentores de nuevas rosas, así:

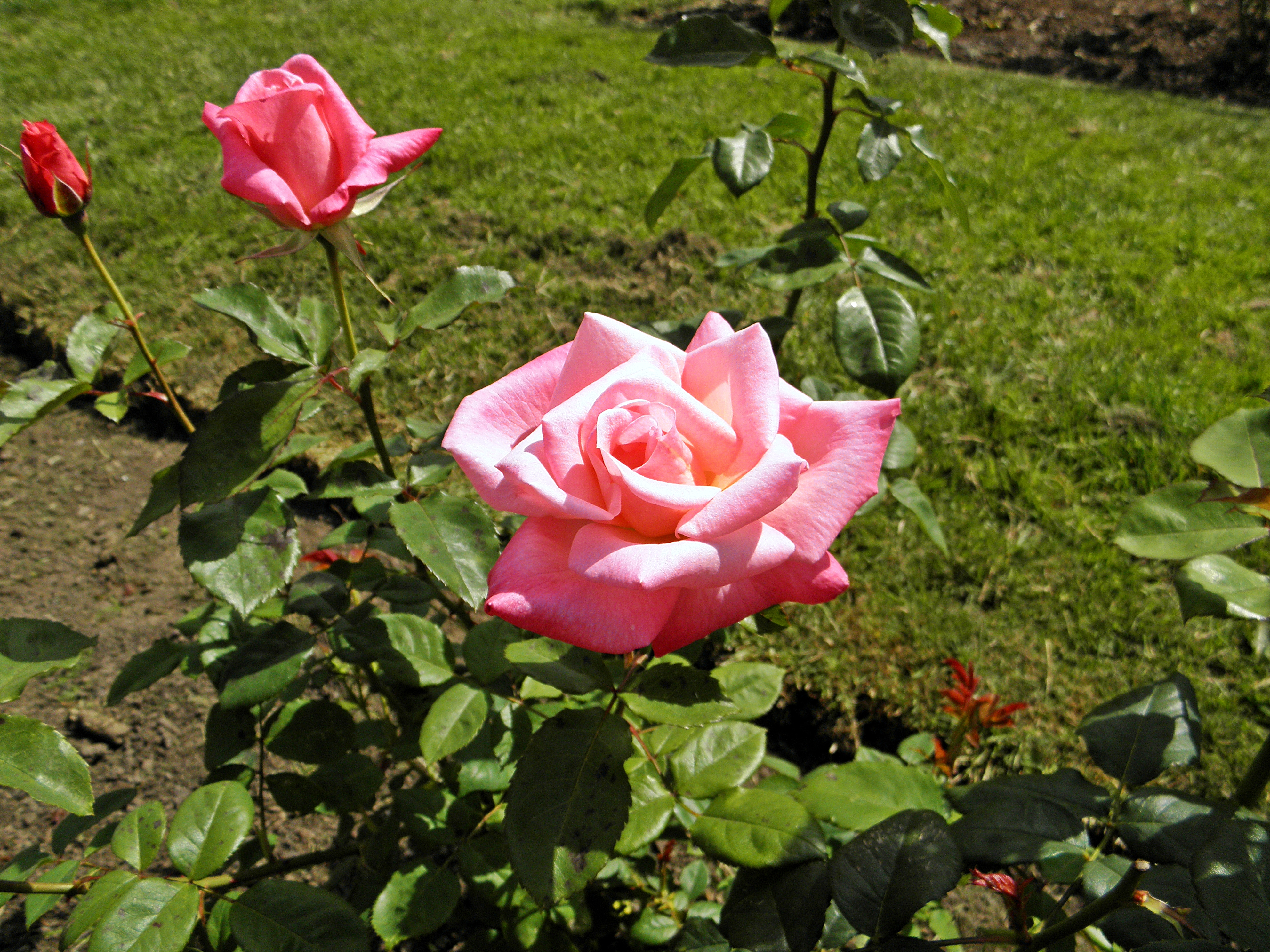
Grandiflora 'Pink Parfait', Swim 1960 'First Love' × 'Pinocchio' (Kordes 1940).